# Gibbifer
Genre
Gibbifer est un genre d'insectes qui fait partie des coléoptères (Coleoptera) de la famille des Erotylidae. Ce genre a été créé en 1778 par Johann Eusebius Voet (Jean-Eusèbe Voet), littérateur et entomologiste hollandais, (1705-1778), auteur du Catalogus systematicus coleopterom.

## Liste d'espèces
Selon Catalogue of Life (23 mars 2015) et ITIS (23 mars 2015):
- Gibbifer californicus (Lacordaire, 1842)

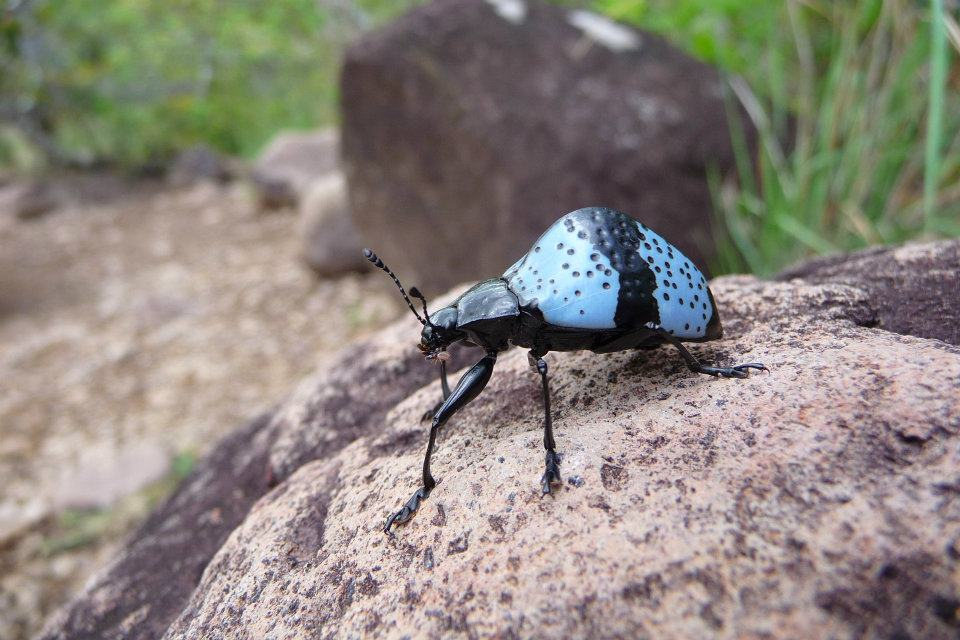
Forme pyramidale de Gibbifer, Costa Rica